# Tiroteig de Buffalo de 2022
El tiroteig de Buffalo del 2022 fou una matança que tingué lloc el 14 de maig de 2022 a la ciutat de Buffalo, a l'estat de Nova York. Els tirs es van produir a una botiga de Tops Friendly Markets, un supermercat del barri de Kingsley, a la part est de la ciutat. Deu persones van ser assassinades aleshores, i tres altres van resultar ferides; onze d'aquestes víctimes eren negres. El tirador, un jove de 18 anys identificat més endavant com a Payton S. Gendron, va ser detingut poc temps després i acusat d'assassinat de primer grau.
Després de l'esdeveniment s'ha sabut que Gendron havia redactat un manifest, en el qual es descrivia a ell mateix com a supremacista blanc, etnonacionalista, i nazi disposat a cometre violència política. L'atac ha estat descrit com un acte de terrorisme domèstic, i l'incident està sent investigat com a racialment motivat.

## Antecedents

### Manifest
Gendron hauria redactat un manifest de 180 pàgines prèviament al tiroteig. El publicà a Google Docs dos dies abans de l'incident i allà exposa la seva ideologia feixista. Creu en el supremacisme blanc i es declara també antisemita. Fonts federals declararen al canal CNN que estaven revisant el document, així com el diari en línia.

### L'activitat en xarxes socials
Gendron també tindria un compte d'usuari en la plataforma Discord amb el mateix malnom que al compte de Twitch. La policia treballa per recuperar el seu historial de xat i, així, s'ha vist que comptava amb milers de registres, escrits en forma de diari des del novembre de 2021. Aquests registres també inclouen imatges, llistes per a la preparació de l'atac, croquis orientatius del lloc, entre d'altres. Segons aquest diari, Gendron hauria escollit la data del seu atac en commemoració de l'atac de la mesquita de Christchurch, ocorregut el 2019.
La plataforma d'internet Twitch confirmà que el compte d'usuari de Gendron havia retransmès tots els esdeveniments en directe. No obstant això, aquesta empresa ja ha suspès el seu compte i ha eliminat l'enregistrament. Així mateix, s'ocuparan de perseguir els usuaris que carreguin de nou el vídeo i eliminar-ho. Alhora, han confirmat que el 15 de maig l'enregistrament comptava amb tres milions de visualitzacions. La difusió del vídeo en altres plataformes ha posat, de nou, en tela de debat el rol i la responsabilitat de les empreses de xarxes socials en aquests casos.

## Esdeveniments
Al voltant de 14:30 h del migdia hora local, el tirador arribà al supermercat ubicat en un barri predominantment negre, havent conduit diverses hores des de Conklin. Aquest anava protegit amb una armilla antibales i un casc militar. Així mateix, portava una càmera corporal a través de la qual va retransmetre en directe l'atac a la plataforma Twitch. La policia va rebre l'avís poc després i els primers oficials i bombers no tardaren en arribar al lloc de l'incident.
El tirotejador va disparar quatre persones a l'aparcament, matant-ne tres al moment. Aleshores entrà a la botiga i disparà a vuit persones més, resultant-ne mortes sis d'aquestes. Segons testimonis Gendron cridava consignes racistes mentre disparava. Els treballadors i clients que es trobaven dins del supermercat es van poder amagar sense que Gendron arribés a ferir-ne més. Aquest fou reduït, desarmat i detingut al voltant de les 14:36 h. En total tretze persones, onze de les quals negres, foren disparades, deu d'elles fatalment.

## Reaccions
El president estatunidenc Joe Biden va titllar l'incident «d'atac terrorista domèstic» i que el supremacisme blanc és un «verí que corre a través del cos polític». La governadora Kathy Hochul o també el primer ministre de Canadà, Justin Trudeau, tampoc tardaren en condemnar els fets.
John Garcia, xèrif del comtat d'Erie, declarà que el tiroteig havia estat «un crim d'odi perpetrat per algú de fora de la comunitat». Stephen Belongia, cap de l'oficina local del FBI, afirmà als periodistes que l'agència està investigant el tiroteig com un crim d'odi i un acte d'extrema violència racista.
L'11 de juny de 2022, quasi un mes després dels atacs, una protesta massiva en diverses ciutats estatunidenques reclamà el control d'armes de foc al país amb el lema «Enough is enough» (Ja n'hi ha prou). Algunes estimacions mencionaren milers de persones seguint les protestes arreu del país. Aquesta mobilització fou organitzada per la plataforma «March for our lives», organització creada per la comunitat estudiantil el 2018 amb l'objectiu únic de promoure el control de les armes de foc als Estats Units. En aquesta línia, aquesta setmana, alguns dels supervivents de tirotejos han adreçat una nova missiva d'acció al capitol.